# Герои Социалистического Труда Вологодской области
В настоящий список включены:

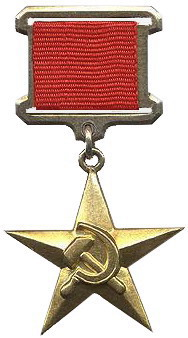
Золотая медаль «Серп и Молот»

- Герои Социалистического Труда, на момент присвоения звания проживавшие на территории Вологодской области — 81 человек;
- уроженцы Вологодской области, удостоенные звания Героя Социалистического Труда в других регионах СССР — 83 человека:
- Герои Социалистического Труда, прибывшие в Вологодскую область на постоянное проживание из других регионов, — 2 человека.

Вторая и третья части списка могут быть неполными из-за отсутствия данных о месте рождения или смерти ряда Героев.
В таблицах отображены фамилия, имя и отчество Героев, должность и место работы на момент присвоения звания, дата Указа Президиума Верховного Совета СССР, отрасль народного хозяйства, а также ссылка на биографическую статью на сайте «Герои страны». Формат таблиц предусматривает возможность сортировки по указанным параметрам путём нажатия на стрелку в нужной графе.

## Лица, удостоенные звания Героя Социалистического Труда в Вологодской области
| № | Фамилия, имя, отчество     | Даты жизни              | Деятельность                                                          | Дата присвоения       | Отрасль            | ГС       |
| - | -------------------------- | ----------------------- | --------------------------------------------------------------------- | --------------------- | ------------------ | -------- |
| 1 | Лобытов Михаил Григорьевич | 24.05.1907 — 05.11.1998 | Председатель колхоза «Родина» Вологодского района Вологодской области | 30.04.1966 11.10.1985 | сельское хозяйство | [ ГС 1 ] |

| №  | Фамилия, имя, отчество                   | Даты жизни              | Деятельность | Дата присвоения | Отрасль            | ГС        |
| -- | ---------------------------------------- | ----------------------- | --- | --------------- | ------------------ | --------- |
| 1  | Акинин Владимир Петрович                 | 1935—1997               | Начальник Первого Череповецкого специализированного монтажного управления треста «Металлургпрокатмонтаж» Министерства монтажных и специальных строительных работ СССР, Вологодская область                            | 18.12.1986      | строительство      | [ ГС 2 ]  |
| 2  | Антонов Анатолий Иванович                | 24.03.1930 — 28.04.2015 | Машинист экскаватора строительного управления «Экскавация» треста «Череповецспецстрой» Министерства строительства предприятий тяжёлой индустрии СССР, Вологодская область                                             | 09.04.1981      | строительство      | [ ГС 3 ]  |
| 3  | Банин Симон Яковлевич                    | 14.01.1932 — 04.07.2009 | Машинист экскаватора Великоустюгского дорожно-строительного управления № 2 Министерства строительства и эксплуатации автомобильных дорог РСФСР, Вологодская область                                                   | 23.01.1974      | строительство      | [ ГС 4 ]  |
| 4  | Барашков Василий Афанасьевич             | род. 1926               | Машинист бумагоделательной машины Сухонского целлюлозно-бумажного комбината Министерства целлюлозно-бумажной промышленности СССР, гор. Сокол Вологодской области                                                      | 20.04.1971      | леспром            | [ ГС 5 ]  |
| 5  | Басников Василий Сергеевич               | 14.01.1914 — 22.02.1997 | Председатель колхоза имени XXI съезда КПСС Бабаевского района Вологодской области | 08.04.1971      | сельское хозяйство | [ ГС 6 ]  |
| 6  | Бахвалова Людмила Григорьевна            | род. 1929               | Доярка совхоза «Политотделец» Череповецкого района Вологодской области | 22.03.1966      | сельское хозяйство | [ ГС 7 ]  |
| 7  | Белоусова Вера Андреевна                 | 11.12.1909 — 04.11.1996 | Свинарка колхоза «Боевик» Бабаевского района Вологодской области | 17.08.1950      | сельское хозяйство | [ ГС 8 ]  |
| 8  | Беляев Николай Павлович                  | 18.06.1925 — 09.06.1995 | Шофёр Тотемского леспромхоза Министерства топливной промышленности РСФСР, Вологодская область | 20.04.1971      | леспром            | [ ГС 9 ]  |
| 9  | Бехтерев Александр Михайлович            | 22.08.1940 — 29.03.1995 | Бригадир монтажников Череповецкого специализированного строительно-монтажного управления № 1 треста «Центрдомнаремонт» Министерства чёрной металлургии СССР, Вологодская область                                      | 07.05.1986      | строительство      |           |
| 10 | Болонин Василий Иванович                 | 1901 — 10.12.1964       | Старший паровозный машинист депо Вологда Северной железной дороги | 05.11.1943      | транспорт          | [ ГС 10 ] |
| 11 | Большакова Анна Васильевна               | 1914 — ????             | Звеньевая семеноводческого колхоза «Ударник» Грязовецкого района Вологодской области | 14.04.1949      | сельское хозяйство | [ ГС 11 ] |
| 12 | Буровкин Станислав Александрович         | род. 01.09.1936         | Тракторист совхоза «Петриневский» Череповецкого района Вологодской области | 11.12.1973      | сельское хозяйство | [ ГС 12 ] |
| 13 | Бурцев Леонид Николаевич                 | 21.12.1926 — 17.08.1994 | Директор совхоза имени 50-летия СССР Грязовецкого района Вологодской области | 13.03.1981      | сельское хозяйство | [ ГС 13 ] |
| 14 | Бухалов Вениамин Алексеевич              | 07.03.1934 — 08.05.1999 | Бригадир комплексной бригады строительного управления «Заводстрой» треста «Череповецпромстрой» Министерства строительства в северных и западных районах СССР, гор. Череповец Вологодской области                      | 18.12.1986      | строительство      | [ ГС 14 ] |
| 15 | Быстров Георгий Михайлович               | 23.11.1930 — 11.03.2001 | Горновой Череповецкого металлургического завода имени 50-летия СССР Министерства чёрной металлургии СССР, Вологодская область                                                                                         | 12.05.1977      | металлургия        | [ ГС 15 ] |
| 16 | Валуев Василий Фёдорович                 | 1922 — ????             | Машинист экскаватора строительного управления «Экскавация» треста «Череповецметаллургстрой» Ленинградского совнархоза, гор. Череповец Вологодской области                                                             | 05.09.1963      | металлургия        | [ ГС 16 ] |
| 17 | Валуев Евгений Трофимович                | 19.04.1939 — 22.09.2017 | Бригадир монтажников Первого Череповецкого специализированного строительно-монтажного управления треста «Череповецстальконструкция» Министерства монтажных и специальных строительных работ СССР, Вологодская область | 04.06.1980      | строительство      | [ ГС 17 ] |
| 18 | Валяев Борис Дмитриевич                  | 14.01.1915 — 18.02.1987 | Старший машинист локомотивного депо Вологда Северной железной дороги, Вологодская область | 01.08.1959      | транспорт          | [ ГС 18 ] |
| 19 | Васильева Нина Ивановна                  | 1921 — ????             | Кружевница Вологодского кружевного объединения «Снежинка» Министерства местной промышленности РСФСР | 05.02.1974      | легпром            | [ ГС 19 ] |
| 20 | Векшин Павел Терентьевич                 | 24.09.1936 — 08.05.1992 | Сталевар Череповецкого металлургического завода Министерства чёрной металлургии СССР, Вологодская область | 30.03.1971      | металлургия        | [ ГС 20 ] |
| 21 | Глухов Леонид Иванович                   | род. 05.08.1928         | Сталевар Череповецкого металлургического завода Ленинградского совнархоза, Вологодская область | 05.09.1963      | металлургия        | [ ГС 21 ] |
| 22 | Грачёва Клавдия Петровна                 | 1938 — 06.05.2014       | Доярка колхоза «Родина» Вологодского района Вологодской области | 06.09.1973      | сельское хозяйство | [ ГС 22 ] |
| 23 | Грибанов Виктор Алексеевич               | 28.06.1922 — 31.05.2011 | Первый секретарь Вологодского райкома КПСС, Вологодская область | 22.03.1966      | госуправление      | [ ГС 23 ] |
| 24 | Гусев Александр Алексеевич               | 01.01.1933 — 31.07.2012 | Звеньевой механизированного звена совхоза «Политотделец» Череповецкого района Вологодской области | 08.04.1971      | сельское хозяйство | [ ГС 24 ] |
| 25 | Гуторов Александр Ильич                  | 23.10.1926 — 21.06.1989 | Старший горновой Череповецкого металлургического комбината Министерства чёрной металлургии СССР, Вологодская область                                                                                                  | 22.03.1966      | металлургия        | [ ГС 25 ] |
| 26 | Данилова Ольга Николаевна                | 1911 — ????             | Доярка совхоза «Новое» Сокольского района Вологодской области | 22.03.1966      | сельское хозяйство | [ ГС 26 ] |
| 27 | Дрыгин Анатолий Семёнович                | 14.03.1914 — 19.11.1990 | Первый секретарь Вологодского обкома КПСС | 13.03.1984      | госуправление      | [ ГС 27 ] |
| 28 | Зязина Ольга Васильевна                  | 1904 — 07.1986          | Председатель семеноводческого колхоза «Ударник» Грязовецкого района Вологодской области | 14.04.1949      | сельское хозяйство | [ ГС 28 ] |
| 29 | Иванова (Пылаева) Александра Григорьевна | 1930 — 24.04.2015       | Доярка колхоза «Родина» Грязовецкого района Вологодской области | 07.03.1960      | сельское хозяйство | [ ГС 29 ] |
| 30 | Иванова Антонина Анатольевна             | 1933 — 13.12.2000       | Доярка совхоза «Красная звезда» Вологодского района Вологодской области | 08.04.1971      | сельское хозяйство | [ ГС 30 ] |
| 31 | Игнатов Константин Осипович              | 1915 — ????             | Тракторист Монзенского леспромхоза Грязовецкого района Вологодской области | 05.10.1957      | леспром            | [ ГС 31 ] |
| 32 | Ильина Галина Владимировна               | 1912—1997               | Доярка племенного завода «Молочное» Вологодского района Вологодской области | 22.03.1966      | сельское хозяйство | [ ГС 32 ] |
| 33 | Кадыков Георгий Андреевич                | 21.04.1913 — 13.06.1996 | Бригадир колхоза «Шексна» Шекснинского района Вологодской области | 23.06.1966      | сельское хозяйство | [ ГС 33 ] |
| 34 | Калин Николай Григорьевич                | 1900 — 09.1976          | Председатель колхоза «Красный Борок» Сокольского района Вологодской области | 02.09.1950      | сельское хозяйство | [ ГС 34 ] |
| 35 | Калинин Виталий Дмитриевич               | 04.01.1926 — 2005       | Бригадир малой комплексной бригады Тотемского леспромхоза Министерства лесной, целлюлозно-бумажной и деревообрабатывающей промышленности СССР, Вологодская область                                                    | 17.09.1966      | леспром            | [ ГС 35 ] |
| 36 | Карзанова Анна Александровна             | 1909—1985               | Звеньевая семеноводческого колхоза «Ударник» Грязовецкого района Вологодской области | 14.04.1949      | сельское хозяйство | [ ГС 36 ] |
| 37 | Климов Иван Семёнович                    | 1897 — 12.1969          | Звеньевой колхоза «Моряк» Череповецкого района Вологодской области | 18.03.1948      | сельское хозяйство | [ ГС 37 ] |
| 38 | Клочев Борис Павлович                    | 15.01.1928 — 10.07.2005 | Машинист башенного крана строительного управления № 418 Волгобалтстроя Государственного производственного комитета по транспортному строительству СССР, Вытегорский район Вологодской области                         | 29.04.1965      | строительство      | [ ГС 38 ] |
| 39 | Колотилова Мария Александровна           | 1915 — ????             | Звеньевая семеноводческого колхоза «Ударник» Грязовецкого района Вологодской области | 14.04.1949      | сельское хозяйство | [ ГС 39 ] |
| 40 | Корёгин Авенир Васильевич                | 29.12.1930 — 06.07.2006 | Мастер Череповецкого металлургического завода имени 50-летия СССР Министерства чёрной металлургии СССР, Вологодская область                                                                                           | 29.12.1973      | металлургия        | [ ГС 40 ] |
| 41 | Корепин Пётр Яковлевич                   | 1929 — ????             | Старший мастер леса Удимского леспромхоза Великоустюгского района Вологодской области | 05.10.1957      | леспром            |           |
| 42 | Кузьминова Александра Николаевна         | 1896 — ????             | Доярка молочного совхоза «Дикое» Министерства совхозов СССР, Вологодский район Вологодской области | 29.09.1949      | сельское хозяйство | [ ГС 41 ] |
| 43 | Куприянов Владимир Григорьевич           | 20.11.1933 — 22.12.1995 | Газовщик коксового цеха Череповецкого металлургического завода имени 50-летия СССР Министерства чёрной металлургии СССР, Вологодская область                                                                          | 20.08.1980      | металлургия        | [ ГС 42 ] |
| 44 | Лебедев Ириней Васильевич                | 1926 — ????             | Бригадир Вологодского паровозо-вагоноремонтного завода Министерства путей сообщения СССР, Вологодская область | 01.08.1959      | транспорт          | [ ГС 43 ] |
| 45 | Люскова Александра Евгеньевна            | 1900 — 16.09.1989       | Свинарка колхоза «Будённовец» Междуреченского района Вологодской области | 06.05.1949      | сельское хозяйство | [ ГС 44 ] |
| 46 | Маклакова Валентина Акиндиновна          | 20.02.1920 — 22.03.2008 | Директор средней школы № 2 гор. Вологды | 01.07.1968      | образование        | [ ГС 45 ] |
| 47 | Максимов Капитон Александрович           | 12.08.1923 — 25.09.1989 | Заведующий отделением медико-санитарной части Всесоюзного объединения «Череповецметаллургхимстрой», гор. Череповец Вологодской области                                                                                | 23.10.1978      | здравоохранение    | [ ГС 46 ] |
| 48 | Мамай Анна Александровна                 | 28.01.1921 — 16.01.1987 | Доярка совхоза «Дружба» Вологодского района Вологодской области | 22.03.1966      | сельское хозяйство | [ ГС 47 ] |
| 49 | Мамлеев Диниахмед Набиулевич             | 07.11.1905 — 21.08.1976 | Управляющий строительно-монтажным трестом «Череповецметаллургстрой» Вологодского совнархоза | 09.08.1958      | строительство      | [ ГС 48 ] |
| 50 | Мохов Геннадий Иванович                  | 1927 — 07.1992          | Бригадир комплексной бригады управления «Заводстрой» треста «Череповецметаллургстрой», гор. Череповец Вологодской области                                                                                             | 11.08.1966      | строительство      | [ ГС 49 ] |
| 51 | Мышенков Анатолий Александрович          | 01.03.1928 — 07.02.2003 | Бригадир слесарей-монтажников Первого Череповецкого специализированного монтажного управления треста «Металлургпрокатмонтаж» Министерства монтажных и специальных строительных работ СССР, Вологодская область        | 09.04.1981      | строительство      | [ ГС 50 ] |
| 52 | Надсадный Терентий Григорьевич           | 06.1922 — 01.1981       | Председатель колхоза «Завет» Междуреченского района Вологодской области | 23.03.1966      | сельское хозяйство | [ ГС 51 ] |
| 53 | Нежданов Николай Васильевич              | 16.09.1919 — 06.06.1977 | Председатель колхоза «Строитель коммунизма» Великоустюгского района Вологодской области | 23.06.1966      | сельское хозяйство | [ ГС 52 ] |
| 54 | Обнорская Мария Александровна            | 05.08.1931 — 19.12.1997 | Помощник мастера Вологодского льнокомбината Министерства лёгкой промышленности РСФСР | 09.06.1966      | легпром            | [ ГС 53 ] |
| 55 | Ольховиков Анатолий Иванович             | 07.1913 — 07.1965       | Старший мастер доменного цеха Череповецкого металлургического завода Вологодского совнархоза | 19.07.1958      | металлургия        | [ ГС 54 ] |
| 56 | Папурина Анна Александровна              | 1900—1971               | Заведующая свиноводческой фермой колхоза «Красный Борок» Сокольского района Вологодской области | 02.09.1950      | сельское хозяйство | [ ГС 55 ] |
| 57 | Погодин Алексей Иванович                 | 26.03.1921 — 24.10.2007 | Генеральный директор производственного объединения «Череповецлес» Министерства лесной, целлюлозно-бумажной и деревообрабатывающей промышленности СССР, гор. Череповец Вологодской области                             | 19.03.1981      | леспром            | [ ГС 56 ] |
| 58 | Пузырный Иван Васильевич                 | 17.09.1927 — 09.06.1989 | Машинист экскаватора управления механизации Волгобалтстроя Государственного производственного комитета по транспортному строительству СССР, Вологодская область                                                       | 29.04.1965      | строительство      | [ ГС 57 ] |
| 59 | Пуногина (Короткова) Лидия Николаевна    | 28.03.1914 — 03.1998    | Свинарка колхоза «Будённовец» Междуреченского района Вологодской области | 06.05.1949      | сельское хозяйство | [ ГС 58 ] |
| 60 | Сапожников Николай Петрович              | 06.12.1913 — 17.07.1985 | Старший мастер Череповецкого металлургического завода Министерства чёрной металлургии СССР, Вологодская область | 30.03.1971      | металлургия        | [ ГС 59 ] |
| 61 | Свилёва (Тяпкина) Евдокия Васильевна     | 13.05.1915 — ????       | Доярка молочного совхоза «Шуйский» Министерства совхозов СССР, Междуреченский район Вологодской области | 21.07.1950      | сельское хозяйство | [ ГС 60 ] |
| 62 | Серкова Ира Николаевна                   | 20.07.1937 — 03.08.2017 | Мастер машинного доения госплемзавода «Молочное» Вологодского района Вологодской области | 21.12.1983      | сельское хозяйство | [ ГС 61 ] |
| 63 | Сиряева Фаина Константиновна             | 11.04.1925 — 25.05.1993 | Доярка совхоза «Новое» Сокольского района Вологодской области | 08.04.1971      | сельское хозяйство | [ ГС 62 ] |
| 64 | Скачков Вениамин Иванович                | 14.09.1930 — 03.05.2010 | Бригадир каменщиков строительного управления «Монтажжилстрой» треста «Череповецметаллургстрой» Министерства строительства предприятий тяжёлой индустрии СССР, Вологодская область                                     | 05.04.1971      | строительство      | [ ГС 63 ] |
| 65 | Соболева Анна Александровна              | 1923 — 10.05.1952       | Звеньевая семеноводческого колхоза «Ударник» Грязовецкого района Вологодской области | 14.04.1949      | сельское хозяйство | [ ГС 64 ] |
| 66 | Соколов Алексей Алексеевич               | 1922 — ????             | Машинист машин вытягивания стекла Чагодощенского стекольного завода Министерства промышленности строительных материалов РСФСР, Вологодская область                                                                    | 07.05.1971      | строительство      | [ ГС 65 ] |
| 67 | Тёмкин Наум Ефимович                     | 27.10.1928 — 18.01.2006 | Начальник коксохимического производства Череповецкого металлургического завода имени 50-летия СССР Министерства чёрной металлургии СССР, Вологодская область                                                          | 02.03.1981      | металлургия        | [ ГС 66 ] |
| 68 | Уханов Александр Владимирович            | 26.11.1927 — 22.06.2021 | Бригадир совхоза «Красная звезда» Вологодского района Вологодской области | 11.12.1973      | сельское хозяйство | [ ГС 67 ] |
| 69 | Уханов Алексей Александрович             | 1930—1988               | Машинист локомотивного депо Вологда Северной железной дороги, Вологодская область | 16.01.1974      | транспорт          | [ ГС 68 ] |
| 70 | Федюшкин Вячеслав Александрович          | 1928 — 16.08.2005       | Бригадир монтажников Череповецкого строительно-монтажного управления треста «Севзапстальконструкция» Министерства монтажных и специальных строительных работ СССР, Вологодская область                                | 07.05.1971      | строительство      | [ ГС 69 ] |
| 71 | Фешанков Борис Андреевич                 | 1930 — ????             | Вальщик леса Андомского леспромхоза Министерства лесной и деревообрабатывающей промышленности СССР, Вытегорский район Вологодской области                                                                             | 07.05.1971      | леспром            | [ ГС 70 ] |
| 72 | Челышков Борис Иванович                  | 02.04.1931 — 26.06.2022 | Вальцовщик стана горячего проката Череповецкого металлургического завода имени 50-летия СССР Министерства чёрной металлургии СССР, Вологодская область                                                                | 20.08.1980      | металлургия        | [ ГС 71 ] |
| 73 | Чечулин Михаил Григорьевич               | 1894 — ????             | Бригадир семеноводческого колхоза «Ударник» Грязовецкого района Вологодской области | 14.04.1949      | сельское хозяйство | [ ГС 72 ] |
| 74 | Чечулина Александра Николаевна           | 1907—1979               | Звеньевая семеноводческого колхоза «Аврора» Грязовецкого района Вологодской области | 14.04.1949      | сельское хозяйство | [ ГС 73 ] |
| 75 | Чистоедов Михаил Николаевич              | 26.11.1926 — 2004       | Старший оператор-вальцовщик Череповецкого металлургического комбината Министерства чёрной металлургии СССР, Вологодская область                                                                                       | 30.03.1971      | металлургия        | [ ГС 74 ] |
| 76 | Шарыпин Александр Степанович             | 1925—1998               | Бригадир электромонтёров Череповецкого монтажного управления треста «Севзапэлектромонтаж» Ленинградского совнархоза                                                                                                   | 05.09.1963      | строительство      | [ ГС 75 ] |
| 77 | Шевелёв Александр Иванович               | 1919—1996               | Бригадир семеноводческого колхоза «Аврора» Грязовецкого района Вологодской области | 14.04.1949      | сельское хозяйство | [ ГС 76 ] |
| 78 | Шевелёв Фёдор Андреевич                  | 19.06.1896 — 27.03.1968 | Председатель семеноводческого колхоза «Аврора» Грязовецкого района Вологодской области | 14.04.1949      | сельское хозяйство | [ ГС 77 ] |
| 79 | Шилов Николай Николаевич                 | 18.12.1928 — 19.06.1989 | Варщик целлюлозы Сокольского целлюлозно-бумажного комбината Министерства лесной, целлюлозно-бумажной и деревообрабатывающей промышленности СССР, Вологодская область                                                  | 17.09.1966      | леспром            | [ ГС 78 ] |
| 80 | Яковлев Владимир Васильевич              | 03.1925 — ????          | Бригадир каменщиков передвижной механизированной колонны № 1195 треста «Вологдасельстрой» Министерства сельского строительства РСФСР, наставник молодёжи                                                              | 04.03.1976      | строительство      | [ ГС 79 ] |

## Уроженцы Вологодской области, удостоенные звания Героя Социалистического Труда в других регионах СССР
| № | Фамилия, имя, отчество      | Даты жизни              | Деятельность | Дата присвоения                  | Отрасль        | ГС       |
| - | --------------------------- | ----------------------- | --- | -------------------------------- | -------------- | -------- |
| 1 | Ильюшин Сергей Владимирович | 30.03.1894 — 09.02.1977 | Генеральный конструктор Опытного конструкторского бюро Московского машиностроительного завода «Стрела» Министерства авиационной промышленности СССР, академик Академии наук СССР | 25.11.1941 12.07.1957 29.03.1974 | машиностроение | [ ГС 1 ] |

| № | Фамилия, имя, отчество        | Даты жизни      | Деятельность | Дата присвоения | Отрасль        | ГС       |
| - | ----------------------------- | --------------- | --- | --------------- | -------------- | -------- |
| 1 | Ефремов Герберт Александрович | род. 15.03.1933 | Ведущий конструктор — заместитель начальника конструкторского бюро ОКБ-52 Государственного комитета по авиационной технике СССР, гор. Реутов Московской области | 28.04.1963 2017 | машиностроение | [ ГС 2 ] |

| №  | Фамилия, имя, отчество            | Даты жизни              | Деятельность | Дата присвоения | Отрасль            | ГС        |
| -- | --------------------------------- | ----------------------- | --- | --------------- | ------------------ | --------- |
| 1  | Александров Антонин Алексеевич    | 14.11.1926 — 23.10.2009 | Электросварщик Пермского завода имени С. М. Кирова Министерства машиностроения СССР | 26.04.1971      | машиностроение     | [ ГС 3 ]  |
| 2  | Амосов Николай Михайлович         | 06.12.1913 — 12.12.2002 | Заместитель директора по научной работе Киевского научно-исследовательского института туберкулёза и грудной хирургии, академик Академии наук Украинской ССР, член-корреспондент Академии медицинских наук СССР                                         | 04.12.1973      | наука              | [ ГС 4 ]  |
| 3  | Аршинов Анатолий Васильевич       | род. 12.03.1930         | Бригадир слесарей-сборщиков Загорского электромеханического завода «Звезда» Министерства радиопромышленности СССР, Московская область | 26.04.1971      | радиопром          |           |
| 4  | Бакин Борис Владимирович          | 10.06.1913 — 30.06.1992 | Министр монтажных и специальных строительных работ СССР, гор. Москва | 06.06.1975      | строительство      | [ ГС 5 ]  |
| 5  | Балин Николай Николаевич          | 18.12.1930 — 14.11.1998 | Генеральный директор производственного объединения «Сыктывкарский лесопромышленный комбинат имени Ленинского Комсомола» Министерства лесной, целлюлозно-бумажной и деревообрабатывающей промышленности СССР, Коми АССР                                 | 22.05.1986      | леспром            | [ ГС 6 ]  |
| 6  | Баулин Анатолий Иванович          | 1925 — 27.12.1954       | Звеньевой колхоза «Заветы Ленина» Кемеровского района Кемеровской области | 25.02.1949      | сельское хозяйство | [ ГС 7 ]  |
| 7  | Боголюбов Клавдий Михайлович      | 11.11.1909 — 26.02.1996 | Заведующий отделом ЦК КПСС, гор. Москва | 10.11.1984      | госуправление      | [ ГС 8 ]  |
| 8  | Борзова Галина Александровна      | 09.06.1926 — 05.08.2009 | Ткачиха Краснодарского камвольно-суконного комбината Министерства лёгкой промышленности РСФСР | 09.06.1966      | легпром            | [ ГС 9 ]  |
| 9  | Брюханов Анастасий Степанович     | 05.10.1928 — 06.02.1993 | Бригадир комплексной бригады управления «Жилстрой» треста № 54 «Кольстрой», Мурманская область | 11.08.1966      | строительство      | [ ГС 10 ] |
| 10 | Веселов Алексей Гурьянович        | 1924 — 24.05.1997       | Старший конвертерщик комбината «Североникель» имени В. И. Ленина объединения «Никель» Министерства цветной металлургии СССР, Мурманская область | 30.03.1971      | металлургия        | [ ГС 11 ] |
| 11 | Виноградов Сергей Сергеевич       | 30.05.1926 — 16.09.2016 | Директор Севастопольского морского завода имени Серго Орджоникидзе Министерства судостроительной промышленности СССР | 26.04.1971      | машиностроение     | [ ГС 12 ] |
| 12 | Волков Николай Васильевич         | 05.08.1937 — 03.01.2020 | Бригадир комплексной бригады строительного управления № 2 треста «Кузнецкметаллургстрой» Министерства строительства предприятий тяжёлой индустрии СССР, Кемеровская область                                                                            | 21.12.1970      | строительство      | [ ГС 13 ] |
| 13 | Волосенко (Пикова) Анна Архиповна | род. 03.05.1930         | Звеньевая виноградарского совхоза «Коктебель» Министерства пищевой промышленности СССР, Кировский район Крымской области | 23.07.1951      | сельское хозяйство | [ ГС 14 ] |
| 14 | Георгиевский Пётр Константинович  | 16.07.1902 — 22.11.1984 | Заместитель начальника Главпромстроя Министерства внутренних дел СССР, гор. Москва | 29.10.1949      | строительство      | [ ГС 15 ] |
| 15 | Глазков Георгий Петрович          | 09.09.1911 — 25.05.1993 | Заместитель начальника комплекса Научно-исследовательского института № 885, гор. Москва | 21.12.1957      | машиностроение     | [ ГС 16 ] |
| 16 | Григорьев Борис Николаевич        | 10.01.1927 — 22.03.1994 | Бригадир слесарей-монтажников Первого Липецкого специализированного монтажного управления треста «Металлургпрокатмонтаж» Министерства монтажных и специальных строительных работ СССР                                                                  | 03.09.1980      | строительство      | [ ГС 17 ] |
| 17 | Девятков Николай Дмитриевич       | 11.04.1907 — 01.02.2001 | Научный руководитель отдела сверхвысокочастотной электроники Института радиотехники и электроники Академии наук СССР, заведующий кафедрой эмиссионной и квантовой электроники Московского физико-технического института, академик АН СССР, гор. Москва | 13.03.1969      | наука              | [ ГС 18 ] |
| 18 | Дубровский Алексей Орестович      | 02.10.1916 — 28.04.2009 | Председатель колхоза имени Тельмана Сортавальского района Карельской АССР | 15.04.1958      | сельское хозяйство | [ ГС 19 ] |
| 19 | Дьяконов Владислав Дмитриевич     | 22.04.1928 — 13.08.2017 | Генеральный директор Уфимского моторостроительного производственного объединения Министерства авиационной промышленности СССР, Башкирская АССР | 06.08.1980      | машиностроение     | [ ГС 20 ] |
| 20 | Ефимков Анатолий Андреевич        | 1928 — ????             | Токарь Ташкентского инструментального завода Среднеазиатского совнархоза | 01.03.1965      | станкопром         | [ ГС 21 ] |
| 21 | Зотиков Василий Ансикритович      | 14.01.1924 — 10.07.1991 | Звеньевой колхоза «Юный ленинец» Новосибирского района Новосибирской области | 29.05.1950      | сельское хозяйство | [ ГС 22 ] |
| 22 | Камкин Владимир Николаевич        | 23.11.1939 — 15.11.2016 | Бригадир электролизников Новокузнецкого алюминиевого завода Министерства цветной металлургии СССР, Кемеровская область | 13.12.1982      | металлургия        | [ ГС 23 ] |
| 23 | Кирьянов Саврил Дмитриевич        | 12.10.1918 — 07.05.2006 | Слесарь Рижского электромашиностроительного завода Министерства электротехнической промышленности СССР, Латвийская ССР | 08.08.1966      | электропром        | [ ГС 24 ] |
| 24 | Кожина Зинаида Николаевна         | 1939 — 03.08.2017       | Отбельщица Котласского целлюлозно-бумажного комбината имени 50-летия ВЛКСМ Министерства целлюлозно-бумажной промышленности СССР, Архангельская область                                                                                                 | 15.01.1974      | леспром            | [ ГС 25 ] |
| 25 | Кознев Алексей Алексеевич         | 1927—2002               | Бригадир комплексной бригады строительно-монтажного управления № 1 строительного треста № 7 Министерства промышленного строительства СССР, Пермская область                                                                                            | 12.05.1977      | строительство      | [ ГС 26 ] |
| 26 | Коробейников Владимир Николаевич  | 31.12.1939 — 07.01.2018 | Шлифовщик Челябинского тракторного завода имени В. И. Ленина производственного объединения «Челябинский тракторный завод имени В. И. Ленина» Министерства тракторного и сельскохозяйственного машиностроения СССР                                      | 15.03.1985      | машиностроение     | [ ГС 27 ] |
| 27 | Котов Вениамин Алексеевич         | 14.01.1933 — 15.12.2020 | Токарь Ленинградского электромеханического завода имени А. А. Кулакова Министерства судостроительной промышленности СССР | 19.09.1977      | машиностроение     | [ ГС 28 ] |
| 28 | Куваев Платон Павлович            | 1918 — ????             | Старший прораб монтажного треста № 17 Министерства среднего машиностроения СССР, Красноярский край | 29.07.1966      | строительство      | [ ГС 29 ] |
| 29 | Курмаков Леонид Иванович          | род. 21.01.1940         | Токарь Пролетарского завода научно-производственного объединения «Пролетарский завод» Министерства судостроительной промышленности СССР, гор. Ленинград                                                                                                | 08.08.1986      | машиностроение     | [ ГС 30 ] |
| 30 | Курмахин Николай Степанович       | 05.01.1935 — 23.03.2018 | Машинист экскаватора специализированного управления № 1 треста «Спецстроймеханизация» Министерства строительства предприятий тяжёлой индустрии СССР, Мурманская область                                                                                | 04.06.1985      | строительство      | [ ГС 31 ] |
| 31 | Лапочкин Андрей Николаевич        | 19.09.1927 — 01.01.1997 | Слесарь-монтажник Северного машиностроительного предприятия Министерства судостроительной промышленности СССР, гор. Северодвинск Архангельской области                                                                                                 | 25.07.1966      | машиностроение     | [ ГС 32 ] |
| 32 | Левченко Вера Ивановна            | 21.09.1920 — 24.06.2012 | Машинист бумагоделательной машины Архангельского целлюлозно-бумажного комбината Министерства целлюлозно-бумажной промышленности СССР | 20.04.1971      | леспром            | [ ГС 33 ] |
| 33 | Лобанов Василий Васильевич        | 09.08.1917 — 17.12.2001 | Заместитель Министра общего машиностроения СССР, гор. Москва | 10.10.1982      | машиностроение     | [ ГС 34 ] |
| 34 | Лютиков Владимир Николаевич       | 1911 — 08.10.1982       | Шофёр 1-го автобусного парка Управления пассажирского транспорта исполкома Московского городского Совета депутатов трудящихся | 05.10.1966      | транспорт          | [ ГС 35 ] |
| 35 | Максимов Альберт Тимофеевич       | род. 20.05.1935         | Бригадир судосборщиков Северного машиностроительного предприятия Министерства судостроительной промышленности СССР, Архангельская область | 02.02.1984      | машиностроение     | [ ГС 36 ] |
| 36 | Малушкова Зоя Александровна       | 21.12.1927 — 24.02.2005 | Доярка совхоза «Паласс» Ленинабадского района Таджикской ССР | 22.03.1966      | сельское хозяйство | [ ГС 37 ] |
| 37 | Мальцев Иннокентий Иванович       | 05.11.1929 — 11.04.2014 | Строгальщик Московского станкостроительного завода «Красный пролетарий» имени А. И. Ефремова Московского станкостроительного производственного объединения «Красный пролетарий» Министерства станкостроительной и инструментальной промышленности СССР | 16.01.1981      | станкопром         | [ ГС 38 ] |
| 38 | Мамонов Александр Александрович   | 1914 — 11.08.1978       | Председатель колхоза имени Жданова Кавказского района Краснодарского края | 22.03.1966      | сельское хозяйство |           |
| 39 | Маргаритов Николай Михайлович     | род. 1932               | Бригадир плавильщиков комбината «Североникель» имени В. И. Ленина Министерства цветной металлургии СССР, гор. Мончегорск Мурманской области | 10.03.1976      | металлургия        | [ ГС 39 ] |
| 40 | Мардашёв Сергей Руфович           | 30.09.1906 — 23.03.1974 | Заведующий кафедрой биохимии Первого Московского медицинского института имени И. М. Сеченова, руководитель лаборатории энзимологии Института биологической и медицинской химии Академии медицинских наук СССР, академик АМН СССР                       | 25.06.1964      | наука              | [ ГС 40 ] |
| 41 | Машьянов Николай Порфирьевич      | 06.08.1925 — 09.1997    | Директор Норильского горно-металлургического комбината имени А. П. Завенягина Министерства цветной металлургии СССР, Красноярский край | 30.03.1971      | металлургия        | [ ГС 41 ] |
| 42 | Михкалёва Евдокия Фёдоровна       | 03.03.1922 — 21.03.2001 | Старшая трубочница Сегежского целлюлозно-бумажного и деревообрабатывающего комбината Карельского совнархоза | 07.03.1960      | леспром            | [ ГС 42 ] |
| 43 | Могутов Иван Яковлевич            | 24.09.1915 — 1998       | Бригадир электролизников Волховского алюминиевого завода имени С. М. Кирова Ленинградского совнархоза | 09.06.1961      | металлургия        | [ ГС 43 ] |
| 44 | Молостовская Галина Фоминична     | 09.12.1921 — 18.06.1976 | Обрезчица экспериментально-производственного завода «Красный Октябрь» Министерства лесной и деревообрабатывающей промышленности СССР, гор. Архангельск                                                                                                 | 07.05.1971      | леспром            | [ ГС 44 ] |
| 45 | Муханов Николай Иванович          | 25.08.1925 — 2011       | Мастер гидрометаллургического завода Горно-химического комбината Министерства среднего машиностроения СССР, Красноярский край | 29.07.1966      | атомпром           | [ ГС 45 ] |
| 46 | Надольный Иван Григорьевич        | 12.12.1928 — 09.09.2005 | Управляющий отделением конезавода № 61 Беловодского района Луганской области | 23.06.1966      | сельское хозяйство | [ ГС 46 ] |
| 47 | Надпорожский Лев Иванович         | 05.03.1922 — 22.11.2000 | Директор завода «Электрохимприбор» имени 50-летия СССР Министерства среднего машиностроения СССР, гор. Свердловск-45 | 12.08.1976      | атомпром           | [ ГС 47 ] |
| 48 | Неклюдов Иван Александрович       | 17.01.1927 — ????       | Рабочий предприятия Министерства электронной промышленности СССР, гор. Москва | 26.04.1971      | электронпром       |           |
| 49 | Обухова Клавдия Николаевна        | 09.05.1904 — 03.08.2000 | Главный врач сельской участковой больницы Старополтавского района Волгоградской области | 04.02.1969      | здравоохранение    | [ ГС 48 ] |
| 50 | Овсянников Феликс Васильевич      | 13.06.1928 — 19.02.2002 | Слесарь-наладчик Ленинградского конденсаторного завода «Кулон» Министерства электронной промышленности СССР | 16.01.1974      | электронпром       | [ ГС 49 ] |
| 51 | Онохин Сергей Михайлович          | 03.05.1909 — 10.12.1975 | Заведующий отделением центральной районной больницы Дятьковского района Брянской области | 04.02.1969      | здравоохранение    | [ ГС 50 ] |
| 52 | Охонский Александр Иванович       | 16.06.1922 — 10.02.1997 | Начальник Ульяновской школы высшей лётной подготовки гражданской авиации, гор. Ульяновск | 09.02.1973      | транспорт          | [ ГС 51 ] |
| 53 | Павликов Александр Иванович       | 09.04.1933 — 29.09.2005 | Токарь-универсал Пермского моторостроительного завода имени Я. М. Свердлова Министерства авиационной промышленности СССР | 10.03.1981      | машиностроение     | [ ГС 52 ] |
| 54 | Павлова Нина Ивановна             | 20.04.1925 — 17.04.2009 | Доярка совхоза «Ударник» Саратовского района Саратовской области | 22.03.1966      | сельское хозяйство | [ ГС 53 ] |
| 55 | Парняков Серафим Платонович       | 14.01.1913 — 09.03.1987 | Главный конструктор центрального конструкторского бюро «Арсенал» Министерства оборонной промышленности СССР, гор. Киев | 29.08.1969      | машиностроение     | [ ГС 54 ] |
| 56 | Пахолков Георгий Александрович    | 01.04.1918 — 1999       | Заместитель директора по научной работе Всесоюзного научно-исследовательского института радиоаппаратуры Министерства радиопромышленности СССР, гор. Ленинград                                                                                          | 19.09.1977      | радиопром          | [ ГС 55 ] |
| 57 | Першин Николай Иванович           | 03.11.1904 — 1974       | Токарь-карусельщик завода «Электросила» имени С. М. Кирова Ленинградского совнархоза | 21.06.1957      | электропром        | [ ГС 56 ] |
| 58 | Пестов Фёдор Константинович       | 1911—1966               | Трелёвщик леса Боровлянского леспромхоза Алтайского края | 05.10.1957      | леспром            | [ ГС 57 ] |
| 59 | Петрова Александра Ивановна       | 17.03.1936 — 27.11.2017 | Бригадир Яхромского совхоза-техникума Дмитровского района Московской области | 08.04.1971      | сельское хозяйство | [ ГС 58 ] |
| 60 | Постников Александр Игнатьевич    | род. 13.01.1931         | Бригадир маляров специализированного строительного управления № 4 строительного треста «Ярстрой» Министерства строительства СССР, гор. Ярославль | 09.07.1986      | строительство      | [ ГС 59 ] |
| 61 | Разин Николай Васильевич          | 09.05.1904 — 31.07.1983 | Главный инженер Куйбышевгидростроя на строительстве Куйбышевской ГЭС | 09.08.1958      | энергетика         | [ ГС 60 ] |
| 62 | Редков Константин Арестович       | 25.12.1918 — 17.06.2001 | Бригадир свиноводческой бригады совхоза «Трудовик» Озёрского района Калининградской области | 08.04.1971      | сельское хозяйство | [ ГС 61 ] |
| 63 | Решетов Прокопий Прокопьевич      | 12.10.1918 — 08.02.1996 | Капитан-директор большого морозильного рыболовного траулера «Добролюбов» Мурманского тралового флота Министерства рыбного хозяйства СССР | 27.04.1966      | рыбхоз             | [ ГС 62 ] |
| 64 | Рогов Рафаил Николаевич           | 09.09.1928 — 16.07.1972 | Монтажник строительного участка «Жилстрой» треста «Базстрой» Свердловского совнархоза | 09.08.1958      | строительство      | [ ГС 63 ] |
| 65 | Савин Сергей Николаевич           | 17.07.1924 — 16.01.1990 | Слесарь-электромонтажник Воронежского завода радиодеталей Министерства радиопромышленности СССР | 29.07.1966      | радиопром          | [ ГС 64 ] |
| 66 | Сафутин Павел Александрович       | 06.11.1927 — 26.05.2003 | Бригадир проходчиков Североуральских бокситовых рудников Свердловского совнархоза | 09.06.1961      | металлургия        | [ ГС 65 ] |
| 67 | Соколов Александр Васильевич      | 24.09.1906 — 1976       | Старший машинист паровозного депо Ленинград-Финляндский Октябрьской железной дороги, гор. Ленинград | 01.08.1959      | транспорт          | [ ГС 66 ] |
| 68 | Соколов Валентин Павлович         | 08.01.1931 — 29.10.1998 | Бригадир проходчиков горных выработок шахты № 1 имени Челюскинцев комбината «Донецкуголь» Министерства угольной промышленности Украинской ССР, Донецкая область                                                                                        | 30.03.1971      | углепром           | [ ГС 67 ] |
| 69 | Соколов Николай Андреевич         | род. 1931               | Бригадир горнорабочих очистного забоя шахтоуправления № 3 «Стожковское» комбината «Шахтёрскантрацит» Министерства угольной промышленности Украинской ССР, Донецкая область                                                                             | 30.03.1971      | углепром           |           |
| 70 | Трифонов Василий Алексеевич       | 1926 — 19.01.1999       | Бригадир колхоза имени XX съезда КПСС Кировского района Ставропольского края | 07.12.1973      | сельское хозяйство | [ ГС 68 ] |
| 71 | Хабарова Олимпиада Викторовна     | 01.07.1926 — 09.01.2013 | Телятница племенного завода «Холмогорский» Холмогорского района Архангельской области | 22.03.1966      | сельское хозяйство | [ ГС 69 ] |
| 72 | Харитонова Клавдия Геннадиевна    | 13.12.1915 — 28.09.2009 | Главный зоотехник совхоза «Шиловский» Шиловского района Рязанской области | 07.02.1957      | сельское хозяйство | [ ГС 70 ] |
| 73 | Хасанов Закир Шакирович           | 25.12.1911 — 15.08.1983 | Председатель колхоза имени Мичурина Балезинского района Удмуртской АССР | 23.12.1976      | сельское хозяйство | [ ГС 71 ] |
| 74 | Шамов Андрей Георгиевич           | род. 1927               | Комбайнёр колхоза имени Ленина Казанковского района Николаевской области | 10.02.1975      | сельское хозяйство |           |
| 75 | Шевницын Леонид Сергеевич         | 07.10.1931 — 21.02.2014 | Директор Чебоксарского производственного объединения «Химпром» Министерства химической промышленности СССР, Чувашская АССР | 28.09.1981      | химпром            | [ ГС 72 ] |
| 76 | Шишмаков Иван Иванович            | 08.07.1926 — 09.07.2008 | Старший вальцовщик Чусовского металлургического завода Министерства чёрной металлургии СССР, Пермская область | 30.03.1971      | металлургия        | [ ГС 73 ] |
| 77 | Шишов Владимир Александрович      | 10.06.1917 — 20.03.2000 | Мастер Саратовской ТЭЦ № 2 Саратовэнерго Министерства энергетики и электрификации СССР, Саратовская область | 04.10.1966      | энергетика         | [ ГС 74 ] |
| 78 | Щепочкин Анатолий Михайлович      | 1930 — 27.10.1993       | Бригадир монтажников Второго Московского строительно-монтажного управления треста «Стальмонтаж» Министерства монтажных и специальных строительных работ СССР                                                                                           | 16.07.1980      | строительство      | [ ГС 75 ] |
| 79 | Юшков Юрий Владимирович           | 15.04.1921 — 29.01.1993 | Управляющий трестом «Тюменьдорстрой» Министерства транспортного строительства СССР, Тюменская область | 08.01.1974      | строительство      | [ ГС 76 ] |
| 80 | Яковлев Иван Сергеевич            | 1933 — ????             | Бригадир малой комплексной бригады Коношского леспромхоза Министерства лесной, целлюлозно-бумажной и деревообрабатывающей промышленности СССР, Архангельская область                                                                                   | 17.09.1966      | леспром            | [ ГС 77 ] |
| 81 | Яндовин Сергей Григорьевич        | 1911—1994               | Проходчик шахты «Капитальная» металлургического комбината имени А. К. Серова Свердловского совнархоза | 19.07.1958      | металлургия        | [ ГС 78 ] |

## Герои Социалистического Труда, прибывшие в Вологодскую область на постоянное проживание из других регионов
| № | Фамилия, имя, отчество         | Даты жизни              | Деятельность | Дата присвоения | Отрасль     | Место проживания | ГС       |
| - | ------------------------------ | ----------------------- | --- | --------------- | ----------- | ---------------- | -------- |
| 1 | Бородулин Анатолий Иванович    | 17.07.1911 — 21.08.2000 | Директор Криворожского металлургического завода имени В. И. Ленина Министерства чёрной металлургии Украинской ССР, Днепропетровская область | 30.03.1971      | металлургия | Череповец        | [ ГС 1 ] |
| 2 | Левченко Антонина Владимировна | 1909 — ????             | Звеньевая колхоза имени Иванова Архангельского района Краснодарского края                                                                   | 04.06.1949      | сельхоз     | Вологда          |          |